# کریدلووکی
کریدلووکی (به چکی: Křídlůvky) یک منطقهٔ مسکونی در جمهوری چک است که در ناحیه زنویمو واقع شده‌است. کریدلووکی ۷٫۸۷ کیلومتر مربع مساحت و ۲۰۶ نفر جمعیت دارد و ۱۹۰ متر بالاتر از سطح دریا واقع شده‌است.